# Uta Klein

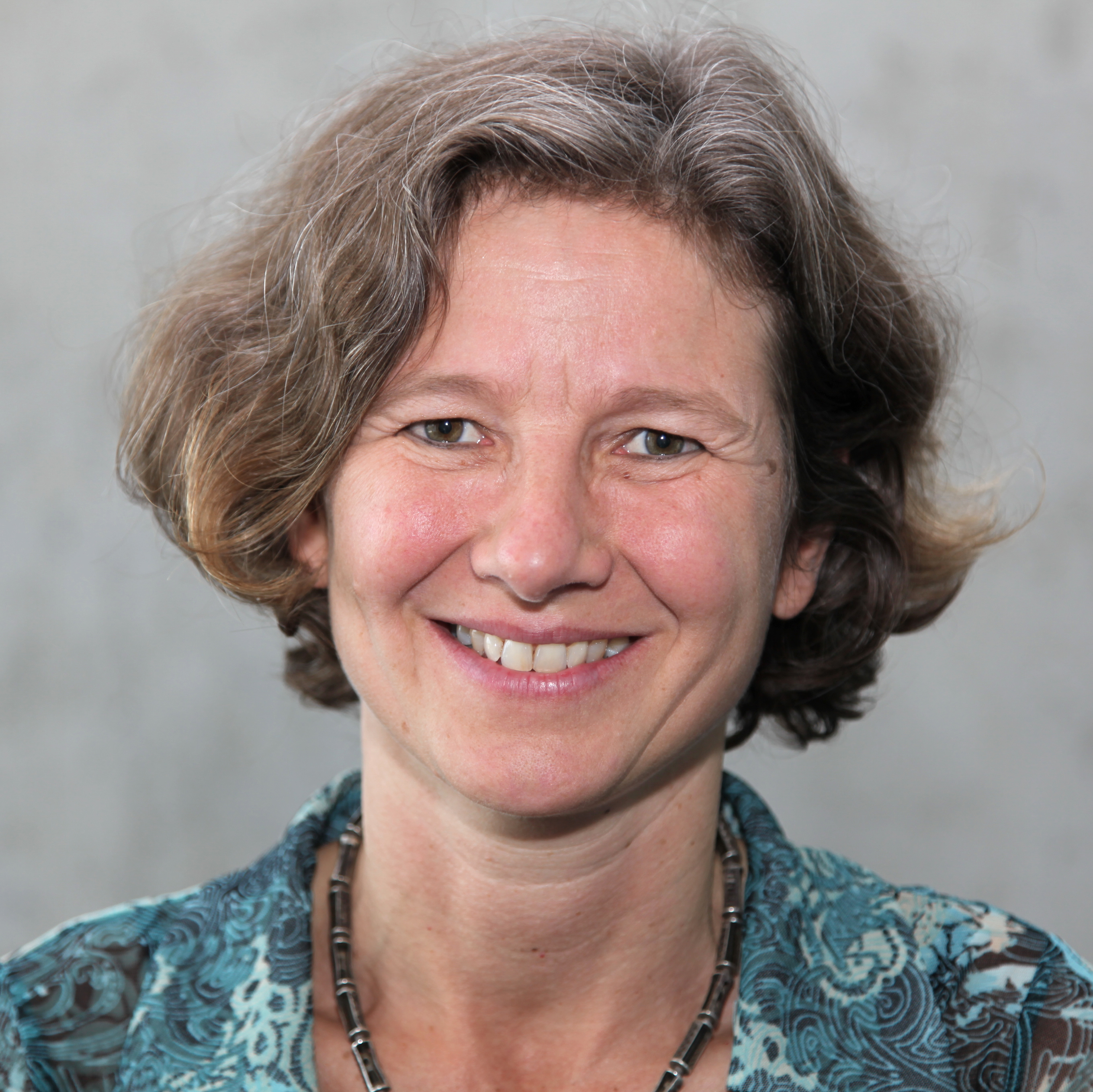
Uta Klein (2009)

Uta Klein (* 13. Dezember 1958 in Vallendar; † 3. März 2019) war eine deutsche Soziologin und Professorin für Soziologie, Gender und Diversity an der Christian-Albrechts-Universität zu Kiel.

## Leben
Im Jahr 1982 schloss Uta Klein ihr Studium der Erziehungswissenschaften und Soziologie an der Westfälischen Wilhelms-Universität mit dem Erhalt des Diploms ab. Im Anschluss war sie für etwa drei Jahre als Diplompädagogin im Frauenhaus Warendorf tätig. Ab 1986 bis 1991 war sie als wissenschaftliche Mitarbeiterin am Institut für Deutsche Sprache und Literatur der Westfälischen Wilhelms-Universität Münster angestellt. 1991 promovierte sie in der Soziologie. Von 1992 bis 1999 folgte eine Tätigkeit als Hochschulassistentin am Institut für Soziologie der Universität Münster.
In der Zeit von Juli 1995 bis Oktober 1995 baute Klein die Gender Studies an der Hebräischen Universität Jerusalem durch eine DAAD-Gastdozentur mit auf. Im Jahr darauf erhielt Klein ein Fellowship des Berliner Wissenschaftskollegs am Van Leer Institut in Jerusalem, wo sie mit anderen Fellows im Projekt „Europe in the Middle East“ arbeitete. Ihr eigenes Forschungsprojekt bezog sich auf das israelische Militär und Militärische in der israelischen Gesellschaft.
Im Jahr 1999 erfolgte ihre Habilitation mit einer Arbeit zum Thema Militär und Geschlecht in Israel an der Universität Münster. Klein wurde durch ein Habilitationsstipendium der Deutschen Forschungsgemeinschaft (DFG) gefördert.
Im Sommersemester 2000 hatte Klein eine Aigner-Rollett-Gastprofessur für Geschlechterforschung am Institut für Wirtschafts- und Sozialgeschichte und im Wintersemester 2001/2002 eine Gastprofessur am Institut für Soziologie an der Karl-Franzens-Universität Graz in Österreich. In den Jahren 2001 bis August 2009 war Klein als Professorin an der Fachhochschule Kiel am Fachbereich Soziale Arbeit und Gesundheit mit dem Schwerpunkt „Politik, Soziale Arbeit und Geschlecht“ tätig. Im Rahmen einer DAAD-Gastdozentur an der Universität Tallinn 2008 und in weiteren Lehraufenthalten implementierte sie dort ein Curriculum zu Gender Studies.
Seit September 2009 war Klein Professorin mit der Denomination für Soziologie, Gender und Diversity und Direktorin am Institut für Sozialwissenschaften der Christian-Albrechts-Universität zu Kiel. Zudem leitete sie dort die Gender Research Group. Im Juni 2011 war sie Visiting Scholar am European Union Centre of Excellence (EUCE) der  York University in Toronto. 2012 erhielt sie eine Nominierung für den Alfred Grosser Chair für 2012/2013 der Sciences Po, die sie nicht annahm.  Sie lehrte regelmäßig im Masterprogramm „Interdisziplinäre Geschlechterstudien“ an der Karl-Franzens-Universität Graz.
Klein verstarb nach langer, schwerer Krankheit im Alter von 60 Jahren und wurde auf dem  Alten-St.-Matthäus-Kirchhof in Berlin beerdigt.

## Wissenschaftliche Tätigkeiten und Funktionen

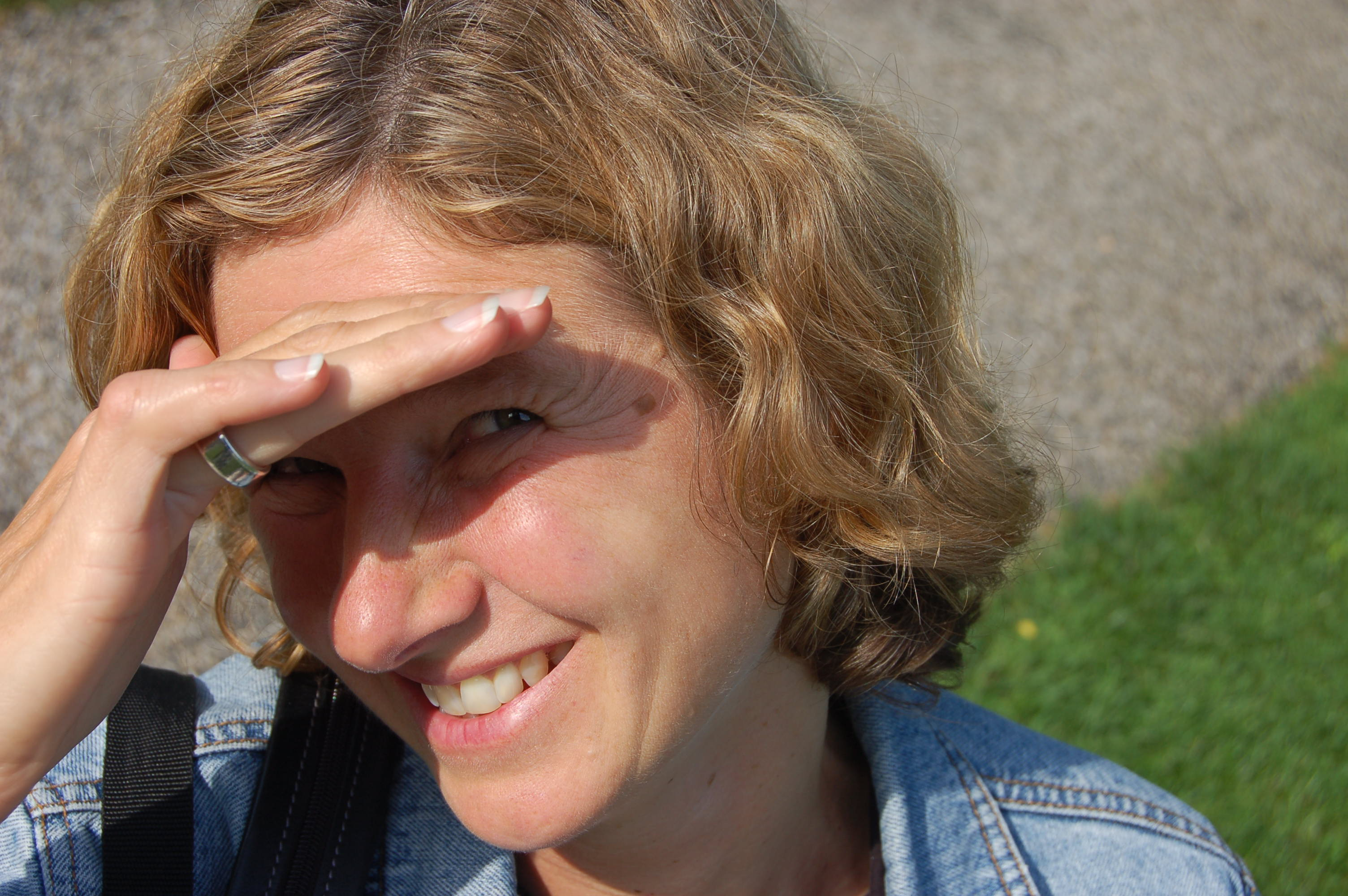
Uta Klein, Leiterin der Gender Research Group an der Christian-Albrechts-Universität zu Kiel

Die Arbeits- und Forschungsschwerpunkte von Uta Klein an der Gender Research Group an der Christian-Albrechts-Universität zu Kiel waren:
- Geschlechterforschung, Diversity, Migration und Antidiskriminierung
- Gleichstellungspolitik in der Europäischen Union / Geschlechterverhältnisse in europäischen Wohlfahrtsstaaten
- Israelische Gesellschaft, Militär und Gender
- Diversity an Hochschulen

Klein wurde im Jahr 2012 in den Begleitausschuss Aktionsplan Integration Schleswig-Holstein berufen. Sie war Vertrauensdozentin, Mitglied des Fachbeirates und Mitglied im Auswahlausschuss Promotions- und Studienförderung im Stipendienwerk der Heinrich-Böll-Stiftung. Von 2006 bis 2009 war Klein Vorsitzende des Senats der Fachhochschule Kiel. In dieser Funktion war sie maßgeblich an der Profilstrategie der Fachhochschule Kiel beteiligt, für die die Hochschule im bundesweiten Wettbewerb unter 64 Universitäten und Fachhochschulen vom Stifterverband für die Deutsche Wissenschaft und der Heinz Nixdorf Stiftung ausgewählt und prämiert wurde.
Von 1999 bis 2012 war Klein Mitglied der International Advisory Editors der Zeitschrift Men and Masculinities. Sie war Mitglied des Forschungskomitees Armed Forces and Conflict Resolution der International Sociological Association (ISA) und in der Sektion Geschlechterforschung der Deutschen Gesellschaft für Soziologie (DGS). Bis 2008 war Klein stellvertretende Vorsitzende des Deutsch-Israelischer Arbeitskreises für Frieden im Nahen Osten (DIAK). 1997 engagierte sich Klein zur Ausarbeitung der Empfehlungen und Richtlinien zu Male Roles and Masculinities in the Perspective of a Culture of Peace in der UNESCO Expertenkommission im Programm Culture of Peace.

## Veröffentlichungen (Auswahl)
In der Deutschen Nationalbibliothek finden sich eine Vielzahl von Veröffentlichungen Kleins. Ihre aktuelle Publikationsliste befindet sich auf der Internetpräsenz der Gender Research Group.